# Äußerer Knorrkogel
Äußerer Knorrkogel är en bergstopp i Österrike.   Den ligger i distriktet Lienz och förbundslandet Tyrolen, i den centrala delen av landet, 300 km väster om huvudstaden Wien. Toppen på Äußerer Knorrkogel är 2 698 meter över havet.
Terrängen runt Äußerer Knorrkogel är bergig. Runt Äußerer Knorrkogel är det ganska glesbefolkat, med 26 invånare per kvadratkilometer.. Närmaste större samhälle är Matrei in Osttirol, 13,4 km sydost om Äußerer Knorrkogel. 
Trakten runt Äußerer Knorrkogel består i huvudsak av gräsmarker.